# Supercoppa d'Europa 1988-1989 (hockey su pista)
La Supercoppa d'Europa 1988-1989 è stata la 9ª edizione dell'omonima competizione europea di hockey su pista. Alla manifestazione hanno partecipato gli spagnoli del Liceo La Coruña, vincitore della Coppa dei Campioni 1987-1988, e i connazionali del Noia, vincitore della Coppa delle Coppe 1987-1988.
A conquistare il trofeo è stato il Liceo La Coruña al secondo successo nella sua storia.

## Squadre partecipanti
| Club            | Qualificazione                     | Partecipazioni precedenti (il grassetto indica la vittoria) |
| --------------- | ---------------------------------- | ----------------------------------------------------------- |
| Liceo La Coruña | Detentore della Coppa dei Campioni | 1987-1988                                                   |
| Noia            | Detentore della Coppa delle Coppe  | Esordiente                                                  |

## Risultati
| Squadra 1       | Totale | Squadra 2 | Andata | Ritorno |
| --------------- | ------ | --------- | ------ | ------- |
| Liceo La Coruña | 13 - 6 | Noia      | 9 – 4  | 4 – 2   |

| La Coruña 13 dicembre 1988 Finale di andata | Liceo La Coruña | 9 – 4 | Noia |  |

| Sant Sadurní d'Anoia 22 dicembre 1988 Finale di ritorno | Noia | 2 – 4 | Liceo La Coruña | Pavelló de l'Ateneu Agrícola |